# Bones (rapper)
Elmo Kennedy O'Connor, conhecido profissionalmente como Bones, é um músico estadunidense que atua em sua carreira como rapper e compositor, de Muir Beach, Califórnia. Notável pela quantidade de músicas produzidas, o artista lançou mais de 60 mixtapes e 100 videoclipes desde 2011, além de sua resistência em assinar com uma gravadora, se tornando um ícone do movimento Cloud rap.

## Vida e carreira
Sua mãe é designer de moda e seu pai é web designer e fotógrafo. Seu avô era o ator Robert Culp. Bones ainda tem um irmão e empresário da atual TeamSESH, Elliott O'Connor. Bones sempre demonstra muito amor por seus familiares. Não se tem muitas informações sobre sua vida em Muir Beach, mas se sabe que enquanto viveu lá, Elmo era feliz, e não se questionava sobre a vida possuir lado bom ou ruim, mesmo vivendo apenas com família e amigos, todos sem dinheiro.[carece de fontes?]
Quando Elmo completou 7 anos (2001), ele e sua família se mudaram para a cidade rural Howell, Michigan. Ele descreve o lugar como um lugar qualquer - típico, entediante - onde as crianças raspam a cabeça no verão. Quando entrou na sexta série, ele foi espancado por dois valentões da oitava série, por estar vestido como um rapper, o que não era nada comum por lá, mesmo estando a 45 minutos de Detroit. Bones conta que em Michigan, os pais de todo mundo eram caçadores, e eles eram todos racistas, ou falsos racistas. Ele descreve as pessoas e esse racismo de lá, como hilário, ridículo e nojento.[carece de fontes?]
Um mês após completar 9 anos, seu pai fez aniversário, e comprou um computador antigo da Apple. Foi aí que Elmo começou a fazer músicas. O primeiro programa que ele usou foi o GarageBand. Ele explica que baixava beats prontos, baixava instrumentos e "hooks" de outros artistas da internet, e fazia "rimas de merda" - como ele mesmo diz na entrevista para o site Dazed. Conta que fez muitas músicas engraçadas, já que ele tinha a voz de um garoto de nove anos de idade.[carece de fontes?]
Bones diz ter influências de Marvin Gaye, Earth, Wind and Fire, Bootsy Collins, Stevie Nicks e Joni Mitchell. Ele conta que escutava isso e pensava que gostava porque seus pais gostavam, mas quando fez 10 anos, percebeu que amava essas músicas. Bones diz que herdou um ótimo gosto musical de seus pais. Bones diz amar muito seus pais, e que eles sempre o apoiaram muito em sua vida e carreira.[carece de fontes?]
Quando completou 16 anos, Bones saiu da escola, e foi morar com seu irmão Elliott em Los Angeles, fato esse que ele conta em várias músicas, como algo atrevido. Bones cria um pensamento de que a sociedade nos impõe que devemos estudar e ter empregos comuns, e quando você tem um sonho, como o de Bones de ganhar a vida fazendo músicas, é algo muito arriscado e que não vale a pena tentar, e se você tentar será mal visto por todos e não terá apoio da maioria das pessoas. Bones cria muitas filosofias em suas letras, tendo sempre ótimas letras em suas músicas, sempre muito interpretativas, possuindo vários sentidos. Isso difere Bones da grande maioria dos cantores atuais, suas letras são muito bem elaboradas.[carece de fontes?]
Bones começou a produzir músicas para a internet em 2010, sobre o nome de Th@ Kid. Cousin Eddie (2010), foi seu primeiro álbum. Desde o início, Bones teve um jeito único em tudo, tanto na forma com que produz músicas - lançando 15 projetos em 2011 e um de seus projetos de 2012, WhiteRapper, possui 50 músicas - como na forma com que canta - Bones alcança vários tons em sua voz em uma mesma música, e desde que começou a lançar músicas, ele usa os "screams", ou screamo em suas músicas e shows com frequência, algo que simplesmente não existia no mundo do rap, onde ele começou - nas letras e na atmosfera que ele cria em suas músicas. Em uma entrevista com Xavier Wulf - grande amigo de Bones - Wulf conta que quando entrou no SoundCloud, não existiam SoundCloud rappers, ele foi o primeiro. Conta também que mostrou o site a seus três amigos: Chris Travis, Eddy Baker e Bones - os quatro formam os SESHOLLOWATERBOYS, e além de grandes amigos, fazem shows e músicas juntos - mostrando que são os pioneiros do SoundCloud, o que pode ser confirmado em várias outras fontes. Os álbuns mais antigos de Bones, podem ser encontrados no youtube, em contas não oficiais. Alguns álbuns de 2012 e 2013 podem ser encontrados em seu bandcamp (https://thatkidmusic.bandcamp.com/), e, os álbuns a partir de CREEP (2013), podem ser encontrados no site oficial (https://bones.sesh.team/). Até hoje, Bones segue com o ritmo frenético com que lança músicas, sem nunca perder a qualidade dos beats, das letras e da atmosfera que ele cria nas músicas.[carece de fontes?]
Bones começou a lançar vídeos para o youtube em 2012, e seu primeiro vídeo já possuí uma atmosfera sombria, "lo-fi" - não só nos vídeos mas nas músicas também. Seu primeiro vídeo foi gravado em uma câmera VHS, e até hoje faz muitos vídeos em VHS. Bones foi pioneiro na gravação de vídeo clipes com câmeras VHS, o que foi muito popular, e é até hoje.[carece de fontes?]
Quando sua música começou a ficar famosa, veio o interesse das gravadoras. Mas até hoje, Bones segue independente. "All the people that are big and making so much money off music are such dickheads. Everyone. Seriously, everyone." Essa é uma frase que Bones disse em uma entrevista, que traduzida significa: "Todos que fazem muito dinheiro com música, são uns idiotas. Todos. Sério, todos." Não existem músicas do Bones no ITunes ou em qualquer outro aplicativo pago, todas suas musicas são gratuitas. Seus álbuns, a partir de Lame com Xavier Wulf (2013), estão disponíveis para download no site oficial.[carece de fontes?]
Bones diz nunca ter anotado letras e rimas para tentar fazer uma música depois. Ele diz que não tem segredo, ele não anota letras num caderno para tentar gravar dias depois, ele apenas pega o microfone e cria suas músicas, pensando nas rimas e no ritmo na hora da gravação.[carece de fontes?]
Em 2013, Bones fundou a TeamSESH, um grupo de músicos formado, inicialmente por ele, seu irmão Elliott como empresário, e Vegard Veslelia e Drew The Architect, dois produtores musicais. Hoje, a TeamSESH possui vários membros, como Rozz Dyliams, Cat Soup, Drip-133, GhostNGhoul, Curtis Heron, Tyrus Creek, BGI, Jesus, divididos entre produtores musicais da TeamSESH, produtores visuais da SESHDIGITAL, e fotógrafos da TeamSESH.[carece de fontes?]
ASAP Rocky usou o "hook" da sua música Dirt do álbum SCUMBAG (2013) na sua música Canal.St em 2015, mesmo ano em que Bones apareceu no show do ASAP para cantar o "hook" da música. Dirt é um dos "hits" de Bones, junto com HDMI do álbum Rotten (2014), Sixteen do álbum DeadBoy (2014), Corduroy do álbum Garbage (2014), RestInPeace do álbum USELESS (2016) e TakingOutTheTrash do álbum Unrendered (2017).[carece de fontes?]
Bones desde que fundou a TeamSESH, tem lançado frequentemente roupas em sua loja virtual (http://teamsesh.bigcartel.com/). Todas as roupas lançadas são sobre a marca da TeamSESH, feitas com materiais de alta qualidade, como os próprios clientes afirmam. Bones lançou até mesmo um tênis, o SESH CREEP Sneaker, que esgotou no mesmo dia em que lançou. Bones continua lançando vários modelos novos de camisetas, jaquetas, bermudas, toucas, bonés e até mesmo bolsas, além das caixas surpresas, e ele pretende lançar mais tênis. As CREEP Boots e a TeenWitch Boots já foram criadas, a primeira não se sabe porque não foi lançada, e a segunda ainda não foi lançada pois Bones disse em um tweet que o estoque do couro vegetal havia acabado. Existe também o El Trainer V1, que já foi criado e ainda não foi lançado, e uma versão preta do CREEP Sneaker, que também não foi lançada. A TeamSESH possui um "armazém", que também é como um escritório, onde todas as roupas já criadas são guardadas, e onde as encomendas são enviadas. Existe um vídeo que mostra o armazém, um dos episódios da série El and Ed, que consiste numa série de vídeos mostrando momentos de Elliott O'Connor e de Eddy Baker.[carece de fontes?]
Bones não pode ser julgado apenas como rapper por seu estilo abranger estilos musicais variados. Essa variedade é vista em músicas como Gravel e Shampoo do álbum CRACKER (2013), JazzDads,TakeOne e ICanSeeMyHouseFromHere do álbum Powder (2015) e YouKnowIWantYou e ContinueWithoutSaving? do álbum UNRENDERED (2017), além de seus projetos secundários, surrenderdorothy e OREGONTRAIL com Greaf (membro da TeamSESH) e o Ricky a Go Go, que estão ativos até hoje. Seu estilo é considerado único. Ao baixar os álbuns no site oficial da TeamSESH (https://bones.sesh.team/), as músicas são classificadas no gênero "SESH".[carece de fontes?]
Atualmente, Bones mora em Glendale, Califórnia, em uma enorme mansão que adquiriu recentemente, tem um tour programado para 2018, o DeadBoy Tour, onde ele irá fazer shows em várias cidades européias, incluindo 3 cidades russas (Bones tem muitos seguidores russos, inclusive, existia uma conta falsa russa do Bones no VK com mais de 300 mil seguidores. Atualmente Bones tem uma conta oficial no VK, e está sempre twetando e postando fotos com legendas em russo). Não existem confirmações, mas Bones disse em um tweet que iria para o Brasil após o DeadBoy Tour, mas logo em seguida apagou o tweet, como de costume. Desde janeiro, até novembro de 2017, Bones já lançou 5 álbuns (DISGRACE, UNRENDERED, NoRedeemingQualities, FAILURE e NetworkUnknown), e acredita-se que irá lançar um álbum com Xavier Wulf (Krater's Atlas) ainda esse ano. Bones criou recentemente o SESHApp, disponível atualmente para o sistema IOS. Ele é basicamente o SESHstation, que é uma espécie de rádio online com todas as músicas dos membros do TeamSESH (https://radio.sesh.team/), porém em forma de aplicativo, inicialmente para IOS, mas já estão trabalhando na versão para android.[carece de fontes?]

## Vida pessoal
Bones é vegano. Em 2015, ele lançou o álbum Powder. Com 28 músicas, o tema do álbum é como as pessoas se matam comendo, entre outros assuntos. Bones também tem um projeto a favor da natureza, o Support Trees, que arrecada fundos para plantar árvores, com o slogan "TREES DONT NEED US WE NEED THEM", que significa "As árvores não precisam de nós, nós precisamos delas".[carece de fontes?]
Bones possui uma personalidade muito questionadora, sempre questionando-se sobre a vida e procurando respostas para suas perguntas. Suas músicas mostram muitas de suas fases conturbadas e suas filosofias de vida. Uma de suas maiores filosofias é sobre o uso de drogas prescritas, que é muito popular hoje entre os rappers. Bones diz que a tristeza é um sentimento normal. Todos somos seres humanos e temos sentimentos, e Bones acha que não devemos fugir de nossos sentimentos usando remédios. Sua maior filosofia reflete muito em sua vida, pois fala sobre os sonhos das pessoas, que estão sempre sendo destruídos na sociedade em que vivemos. Bones sempre diz que você nunca saberá se algo dará certo sem tentar, e ele mesmo é um grande exemplo disso. Ele diz que a hora é agora, só vivemos uma vez, então temos que fazer valer a pena.[carece de fontes?]
Bones sempre usa os termos DeadBoy, Skinny, WhitePimp e alguns nomes pejorativos, como USELESS, SCUMBAG e worthless. Ele está sempre se referindo como um erro, algo ruim como ele diz na música MyBiggestEnemyHasAlwaysBeenMyself do álbum PaidProgramming2 (2016), que significa "meu maior inimigo sempre foi eu mesmo".[carece de fontes?]

## Estilo musical e influências
Embora O'Connor seja frequentemente considerado um dos pioneiros do subgênero emo rap, o cantor disse que não possui um gênero específico, embora tenha sido caracterizado como cloud rap, hip-hop experimental e "shadow rap". A música inicial de O'Connor é mais futurista (e muitas vezes comparada com a de SpaceGhostPurrp) do que sua música atual, que mostra produção e estilos vocais que variam de rap, canto e gritos. O vocal de O'Connor foi comparado ao grunge e ao emo, enquanto seu rap foi comparado a subgêneros como horrorcore e emo rap. Ele também é considerado um dos primeiros pioneiros do trap metal.
O'Connor raramente fala sobre suas influências musicais, embora durante entrevistas tenha mencionado Marvin Gaye, Earth Wind and Fire, Bootsy Collins, Stevie Nicks e Joni Mitchell como influências. Ao longo dos anos de sua carreira musical, O'Connor ajudou o hip hop underground a se desenvolver em novos estilos e foi considerado "um dos artistas underground mais influentes da era da internet".

## Discografia

### Albuns
como Th@ Kid
- Cousin Eddie (2010)
- Stifler (2011)
- Strictly for the Ratz (2011)
- Dreamcatcher. (2011)
- Ratboy (2011)
- The Good Ratz (2011)
- Knucklehead (2011)
- Team Sesh (2011)
- AttaBoy (2011)
- Stay Golden (2011)
- RatLyfe (2011)
- Holy Smokes (2011)
- ADayAtTheGetty (2011)
- Midnight: 12 AM (2011)
- Howell (2011)
- Locals Only (2011)
- YoungDumbFuck (2012)
- Foolsgold (2012)
- WhiteRapper (2012)
- TypicalRapShit (2012)
- BlackNWhite (2012) com Grandmilly

como Bones
- Bones (2012)
- 1MillionBlunts (2012)
- LivingLegend (2013)
- Saturn (2013)
- Teenager (2013)
- ダサい (2013) com Xavier Wulf
- Creep (2013)
- Scumbag (2013)
- Cracker (2013)
- PaidProgramming (2013)
- UndergroundGods (2013) com Nasty Matt
- DeadBoy (2014)
- TeenWitch (2014)
- Garbage (2014)
- Skinny (2014)
- Rotten (2014)
- SongsThatRemindYouOfHome (2015) com Dylan Ross
- Powder (2015)
- Banshee (2015)
- HermitOfEastGrandRiver (2015)
- Useless (2016)
- PaidProgramming2 (2016)
- GoodForNothing (2016)
- SoftwareUpdate1.0 (2016)
- Disgrace (2017)
- Unrendered (2017)
- NoRedeemingQualities (2017)
- Failure (2017)
- NetworkUnknown (2017)
- Carcass (2017)
- LivingSucks (2018)
- TheManInTheRadiator (2018)
- SparrowsCreek (2019) com Eddy Baker
- UnderTheWillowTree (2019)
- KickingTheBucket (2019)
- IFeelLikeDirt (2019)
- OFFLINE (2020)
- Brace (2020) com Xavier Wulf
- DamagedGoods (2020) com Drew The Architect
- REMAINS (2020) com Lyson
- FromBeyondTheGrave (2020)
- BURDEN (2021)

como Surrenderdorothy
- Wenenveraskedforthis (2014)
- Nobodywantsme (2014)
- Itstheleastwecando (2015)
- Itsthethoughtthatcounts (2015)
- breathingexercise (2018)
- justwhatthedoctorordered (2019)
- julyrent (2019)

### Singles
como Bones
- IGotABMXBikeButImNotVeryGood com Xavier Wulf
- WeDontBelieveYou com Xavier Wulf & Chris Travis
- Sv_Lan0 com Drip-133
- Blur
- LongTimeNoSee
- TheDayYouLeaveThisPlanetNobodyWillNotice
- SteveWilkosThrowsChair.mp4
- WhatAShame
- RigorMortis
- OhNo!

como Surrenderdorothy
- whatcouldpossiblygowrong
- Illgettothebottomofthis
- Suddenlyeverywordmadesense
- Sittinginthecar
- Noplacelikehome
- Sometimes,idontunderstand
- Whatgreateyesyouhave

como OREGONTRAIL
- GOODBYE FOR NOW
- IF ALL ELSE FAILS
- WE HAVE BEEN KEEPING BUSY
- I ADMIT, IT HAS NOT BEEN EASY
- TILL THE WHITES OF MY EYES DRY OUT

como Ricky a Go Go
- Stranger
- Every Night
- The Whisper Of Sweet Nothings
- You Are My Everything
- On The Run
- YouKnowIWantYou (feat. Bones)

### Extended plays
- Caves (2013) com Xavier Wulf
- SeaBeds (2014) com Chris Travis
- SoThereWeStood (2015)
- YouShouldHaveSeenYourFace (2015)
- HateToBreakItToYou (2015) com Drip-133
- Frayed (2015)
- Slán (2016) com Cat Soup & Drew the Architect
- You Are All To Blame (2016) com TeamSesh

### Aparições com outros artistas
| Título                                        | Ano  | Artista(s)                 | Álbum                                    |
| --------------------------------------------- | ---- | -------------------------- | ---------------------------------------- |
| "Everything"                                  | 2013 | Mr. Sisco                  | Smoke Mix '94                            |
| "Living in '93"                               | 2013 | Grandmilly                 | BVNDVNVZ II                              |
| "Graveyard Shift"                             | 2013 | Roy, Wierdough             | Beach$ideGoon                            |
| "Maple $yrup"                                 | 2014 | $UICIDEBOY$                | "KILL YOURSELF Part I: The $uicide Saga" |
| "Canal St."                                   | 2015 | A$AP Rocky                 | AT.LONG.LAST.A$AP                        |
| "We Up"                                       | 2016 | Chris Travis               | The Ruined                               |
| "Last Time I Checked"                         | 2017 | RiFF RAFF, DJ Afterthought | Aquaberry Aquarius                       |
| "Everything You Said"                         | 2017 | Chris Travis               | Forgive Me                               |
| ''Unscathed'' ''DidYouHearTheRoadsAreClosed'' | 2018 | Xavier Wulf                | Greatest Hits, Pt. 1                     |
| Chaos Castle                                  | 2018 | Xavier Wulf                | East Memphis Maniac                      |